# Libius Severus római császár
Flavius Libius Severus Serpentius, általánosan elterjedt néven Libius Severus császár (Lucania, 420 körül – Ravenna, 465. augusztus 15.) a Nyugatrómai Birodalom császára volt 461-től haláláig. Tényleges hatalommal azonban nem rendelkezett, mivel azt a magister militum Ricimer gyakorolta. A bizánci császár nem ismerte el hatalmát és képtelen volt a birodalom belső problémáit megoldani. 465. augusztus 15-én halt meg.

## Élete
Lucania városában született 420 körül, eredetéről és korai pályafutásáról azonban nem maradt más adat ránk. Majorianus császár halála után három hónappal, november 19-én választották meg császárnak Ravennában. Tényleges hatalommal nem rendelkezett, csupán főparancsnokának, Ricimernek volt a bábja. Jól mutatja ezt a tényt az, hogy az uralkodása idején vert bronzpénzeken az egyik oldalán az ő arcképe jelent meg, míg a másikon Ricimer monogramja volt található.
I. Leó bizánci császár azonban nem ismerte el őt római császárnak, névleges hatalma pedig csupán Itáliára terjedt ki. Két hadvezér is szervezkedett elmozdítása érdekében: Aegidius, Gallia parancsnoka, akit még Majorianus nevezett ki és Marcellinus, a későbbi császár Iulius Nepos apja, Dalmatia parancsnoka. Aegidius azt tervezte, hogy Ravennába vonul hadaival, ám a vizigótok elleni háború lekötötte minden erejét. Ezért Geiserich-kel, a vandálok királyával szövetkezett össze Libius Severus ellen. Tervei azonban nem sikerültek, ugyanis 464-ben meghalt, egyesek szerint mérgezés miatt. Marcellinus Dalmáciában alakította ki bázisát, és Marioianus trónra lépése előtt sokan tartották a nyugati trón várományosának. 461-ben kinevezték Szicília parancsnokává, azonban Ricimer vesztegetései miatt, amelyek a szolgálatába állították a hunokat, inkább visszatért Dalmáciába, ahol I. Leó bőségesen megjutalmazta, és buzdította a Libius Severus elleni fellépésére.
Ezalatt a vandálok is az ő uralma ellen szervezkedtek, ugyanis Geiserich a saját fiát, Hunerich-ket, III. Valentinianus római császár lányának férjét szerette volna a trónon látni. Mivel a császár uralmát ekkor már két oldalról is veszély fenyegette, így Ricimer igyekezett rábírni I. Leót, hogy beszélje le kettőjüket a szándékaikról. Bár Marcellinus erre hajlandó volt, Geiserich hadjáratot indított Itália ellen, és ilyen körülmények között, 465. augusztus 15-én érte a halál a császárt. Egyes vélekedések szerint Ricimer gyilkolta meg, miután személye csupán nyűg volt a számára, hiszen az elismertetésére tett minden kísérlet kudarcba fulladt.